# Just a Little (Liberty X)
Just a Little è una canzone dei Liberty X, pubblicata nel 2002, ed estratta dall'album d'esordio del gruppo Thinking It Over.
La canzone debutta a maggio direttamente al primo posto della classifica inglese vendendo oltre 100,000 copie nella prima settimana, ma mantiene tale posizione solo una settimana, cedendo il posto a Without Me di Eminem. Tuttavia la canzone mantiene un grande successo per tutta l'estate diventando una hit in tutta Europa.

## Tracce
- UK CD1

1. "Just A Little"
2. "Breathe"
3. "Thinking It Over" (Radio 1 Acoustic Session)

- UK CD2 - The Mixes

1. "Just A Little" (Bump & Flex Electro Shock Club Mix)
2. "Wanting Me Tonight" (Wookie Full Vocal Mix)
3. "Just A Little" (Almighty Mix)

- Europe / Australia CD

1. "Just A Little" (Bump & Flex Electro Shock Club Mix)
2. "Just A Little" (Almighty Mix)
3. "Just A Little" (Wookie Full Vocal Mix)
4. "Breathe"
5. "Wanting Me Tonight"

## Classifiche
| Paese         | Posizione massima |
| ------------- | ----------------- |
| Italia        | 36                |
| Svizzera      | 16                |
| Francia       | 12                |
| Inghilterra   | 1                 |
| Olanda        | 5                 |
| Belgio        | 11                |
| Australia     | 4                 |
| Nuova Zelanda | 2                 |